# Gemechaniseerde artillerie

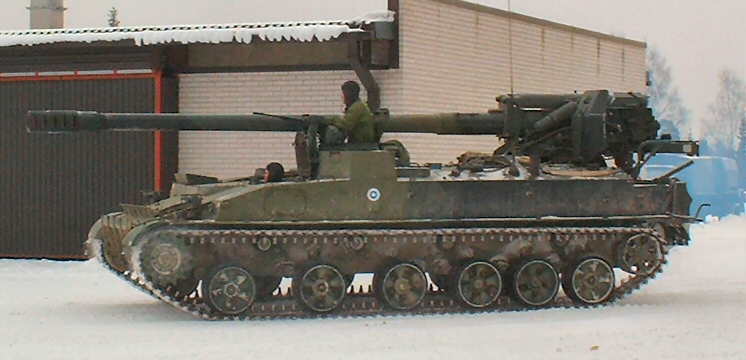
De Sovjet 2S5 is een typisch voorbeeld van een stuk gemechaniseerde artillerie dat géén pantserhouwitser is.

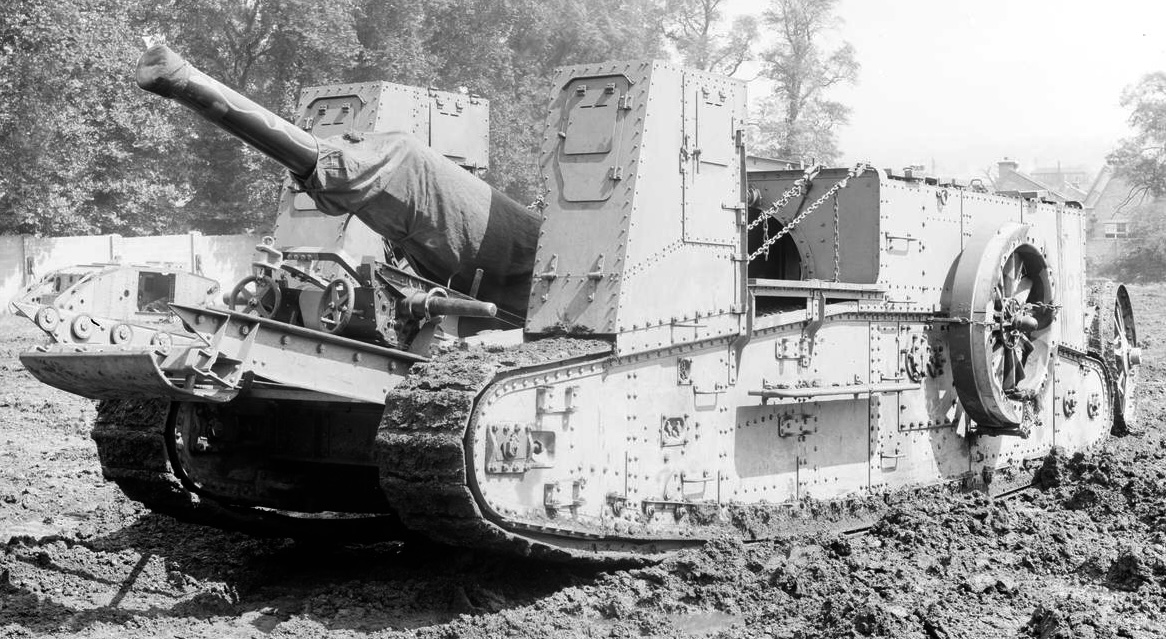
Gun Carrier Mark I

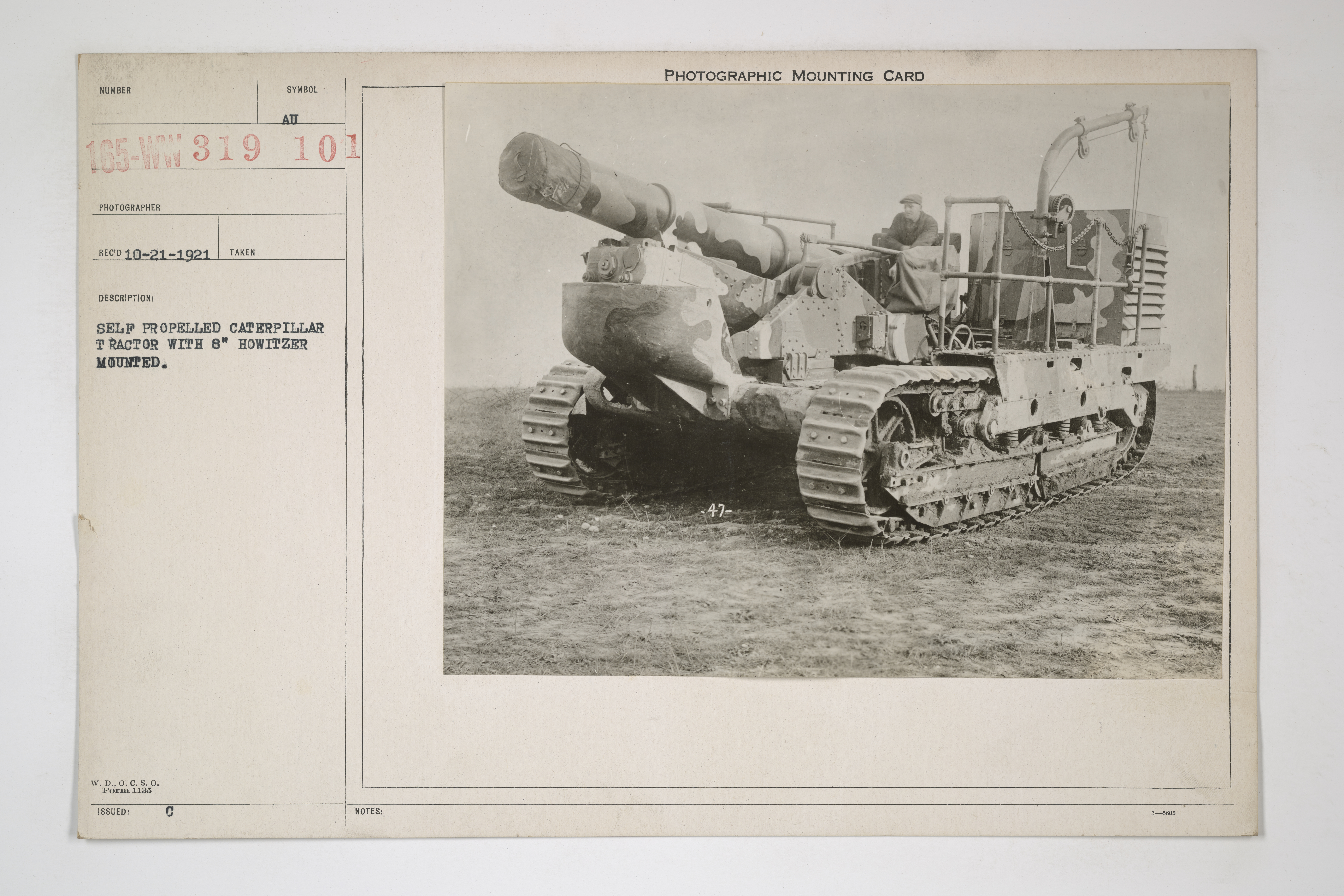
Amerikaanse 8-inch houwitser (1921)

Gemechaniseerde artillerie is artillerie die op een rupsaffuit geplaatst is en aldus is voorzien van eigen mechanische voortbeweging. De hoofdbewapening bestaat uit krombaangeschut. Als er daarnaast sprake is van een gepantserde opbouw, spreekt men meer bepaaldelijk van een pantserhouwitser. Wordt op de rupsaffuit daarentegen een stuk vlakbaangeschut geplaatst dan wordt gesproken over gemechaniseerd geschut. Dat is dichter bij de frontlinie actief en zijn daarom voorzien van een zwaarder pantser.

## Ontwikkeling
Artillerie werd van oudsher door paarden of ossen getrokken. In de 19e eeuw worden soms stoomtractoren ingezet, in het begin van de twintigste eeuw wat vaker vrachtwagens. Na het uitbreken van de Eerste Wereldoorlog gebruikt men op kleine schaal rupstractoren. Zelfs die zijn echter niet in staat geschut in snel tempo over loopgraafsystemen te verplaatsen. In het begin is dat niet erg relevant omdat het toch niet lukt het vijandelijk front te doorbreken, maar na de introductie van tanks ontstaat de hoop dat die er wél in zullen slagen wat sneller op te rukken dan een honderd meter per dag. In dat geval moet ook de artillerie mee naar voren om de opmars te ondersteunen. 
De Britten ontwikkelen hiervoor in 1917 als eerste een stuk gemechaniseerde artillerie: de Gun Carrier Mark I. De Fransen volgen al snel met zowel zeer zware affuiten voor stukken met een kaliber van 194mm en 220mm (ontwikkeld door Émile François Léon Rimailho), als lichte affuiten op basis van het chassis van de FT-17: de zogenaamde affûts caterpillars automoteurs.
In april 1917 verklaarde de Verenigde Staten de oorlog aan Duitsland. Ze zagen de voordelen in van gemechaniseerde artillerie en ontwikkelde twee modellen met kanonnen van 155mm en 240mm en een model met een 8-inch houwitser. Er werden in totaal 400 exemplaren besteld, waarvan 300 van de versie met de houwitser. Naast het geschut bood het voertuig beperkt ruimte voor munitie, er was geen pantser ter bescherming van geschut en bemanning. 
Na de oorlog wordt de ontwikkeling van zulke dure voertuigen eerst verwaarloosd. In de jaren dertig begint de Sovjet-Unie op bescheiden schaal met de bouw van nieuwe types, maar als de Tweede Wereldoorlog uitbreekt, wordt de klemtoon daar volledig gelegd op de productie van tanks. Met de introductie van de tactiek van de Blitzkrieg in 1940 neemt de snelheid waarmee legers zich verplaatsen aanmerkelijk toe. Getrokken artillerie is minder mobiel en om de legers in hun opmars te ondersteunen werden kanonnen en mortieren op rupsvoertuigen geplaatst. Duitsland gaat over tot de inzet van onbepantserde rupsaffuiten zoals de Hummel. Het Amerikaanse leger gebruikt zowel gepantserde als ongepantserde affuiten zoals de M12 op het chassis van de M3 Lee tank.
Na deze oorlog is er sprake van zowel een geleidelijke vervanging van getrokken door gemechaniseerde artillerie als van een relatieve toeneming van pantserhouwitsers zoals de M109, voorzien van 155mm-houwitser. Het pantser van de pantserhouwitser is lichter dan van tanks. Het staat veelal ver achter de frontlijn en het biedt alleen bescherming tegen granaatscherven en tegen lichte vuurwapens. Alleen de zware artillerie van 203mm blijft ongepantserd, zoals de Amerikaanse M107/M110. Deze zware artillerie heeft vaak mede een nucleaire taak.

## Fotogalerij

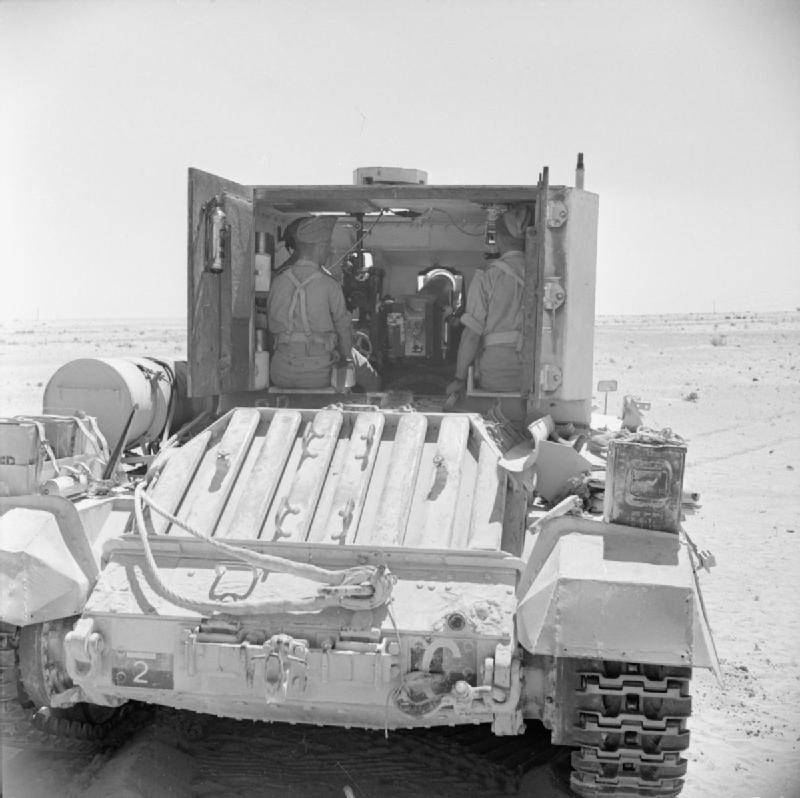
Achteraanzicht Britse Bishop
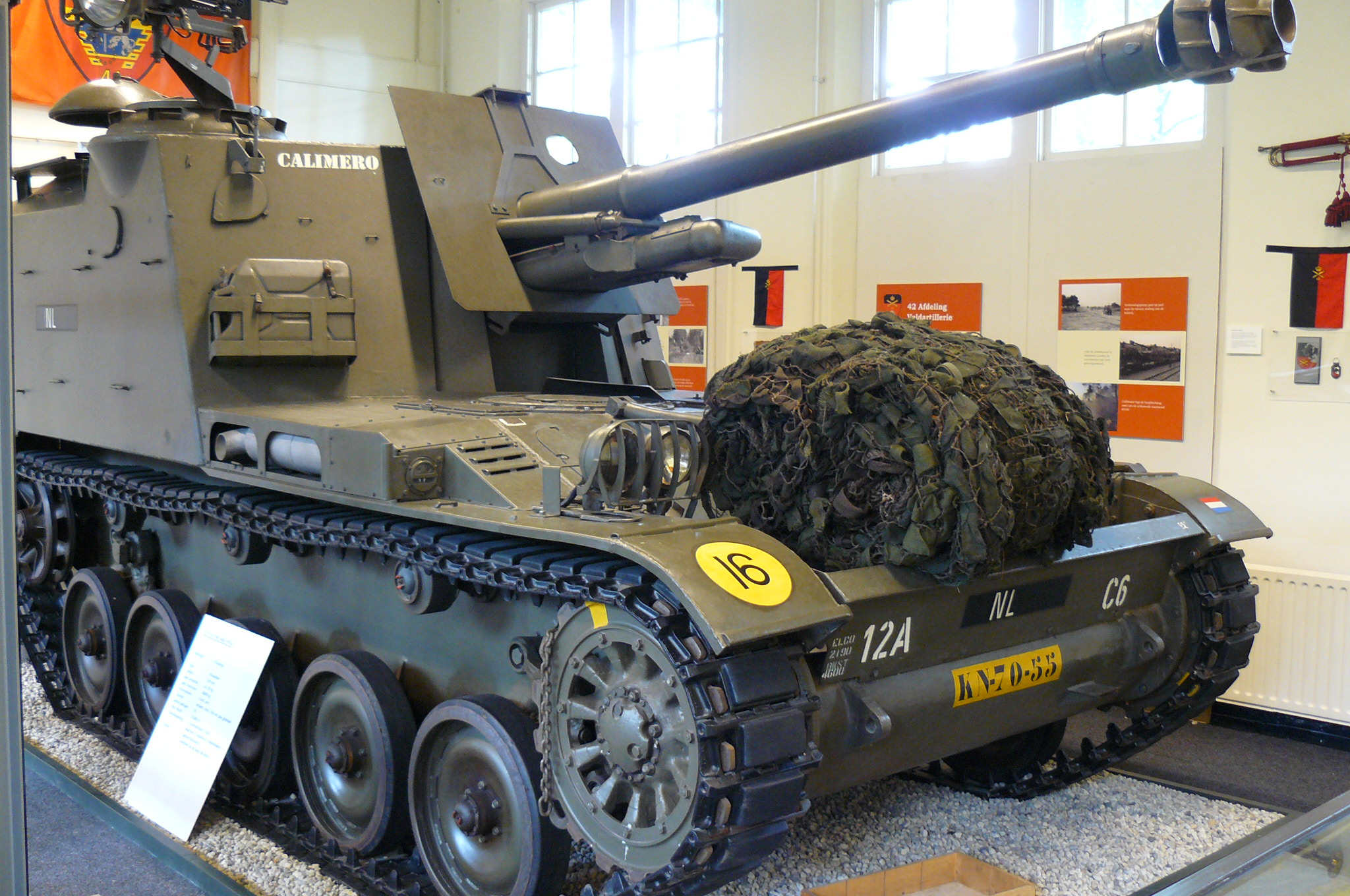
AMX-PRA van het Nederlandse leger
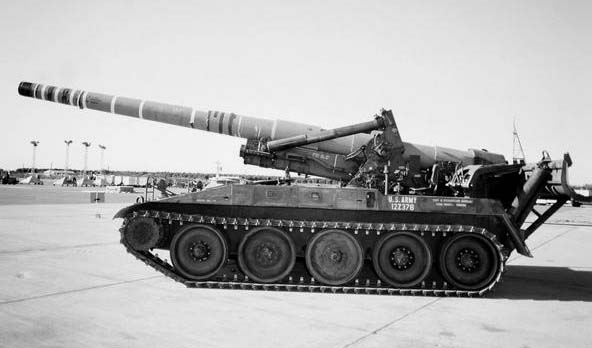
Amerikaanse M110 203mm
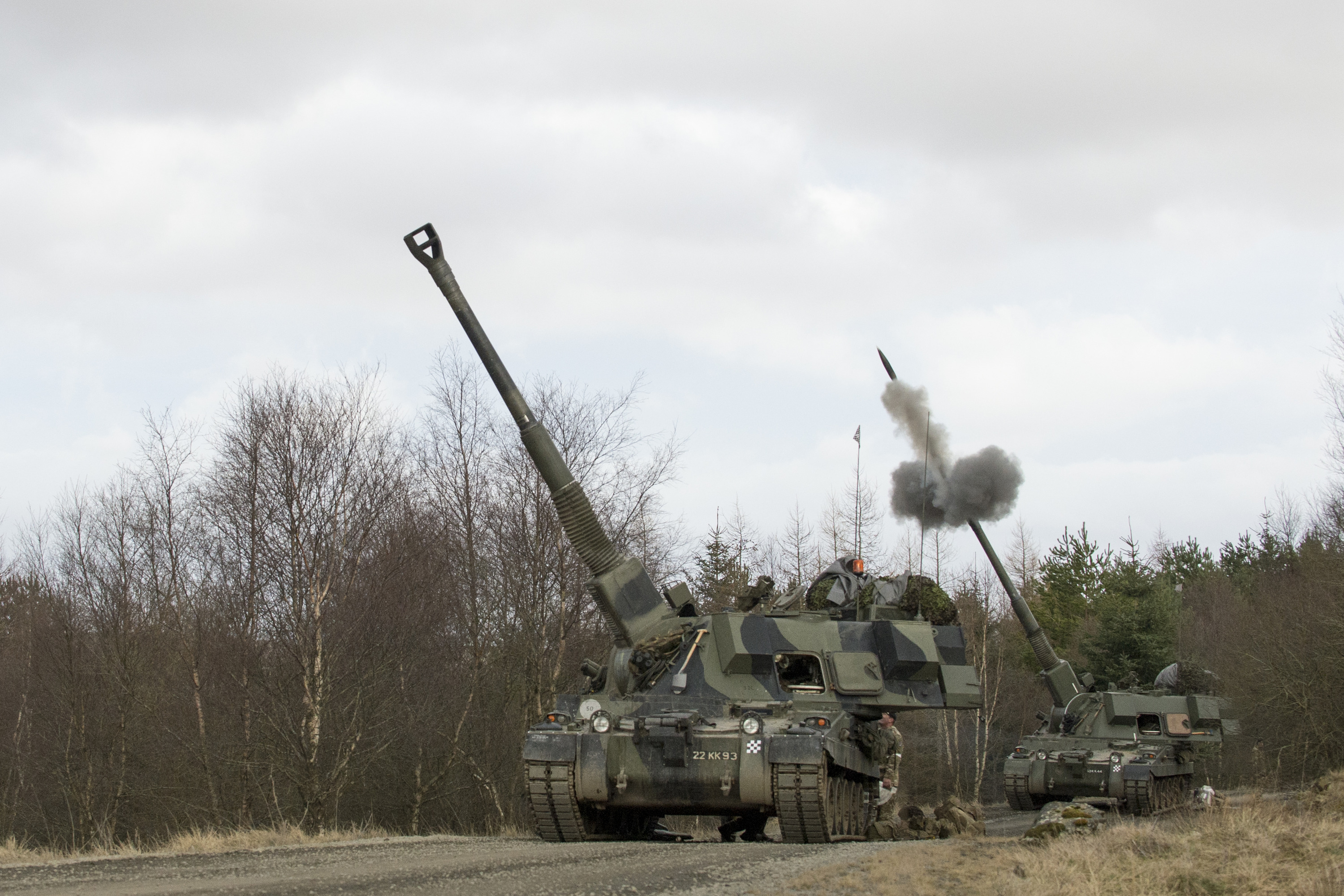
Vurende Britse AS-90s
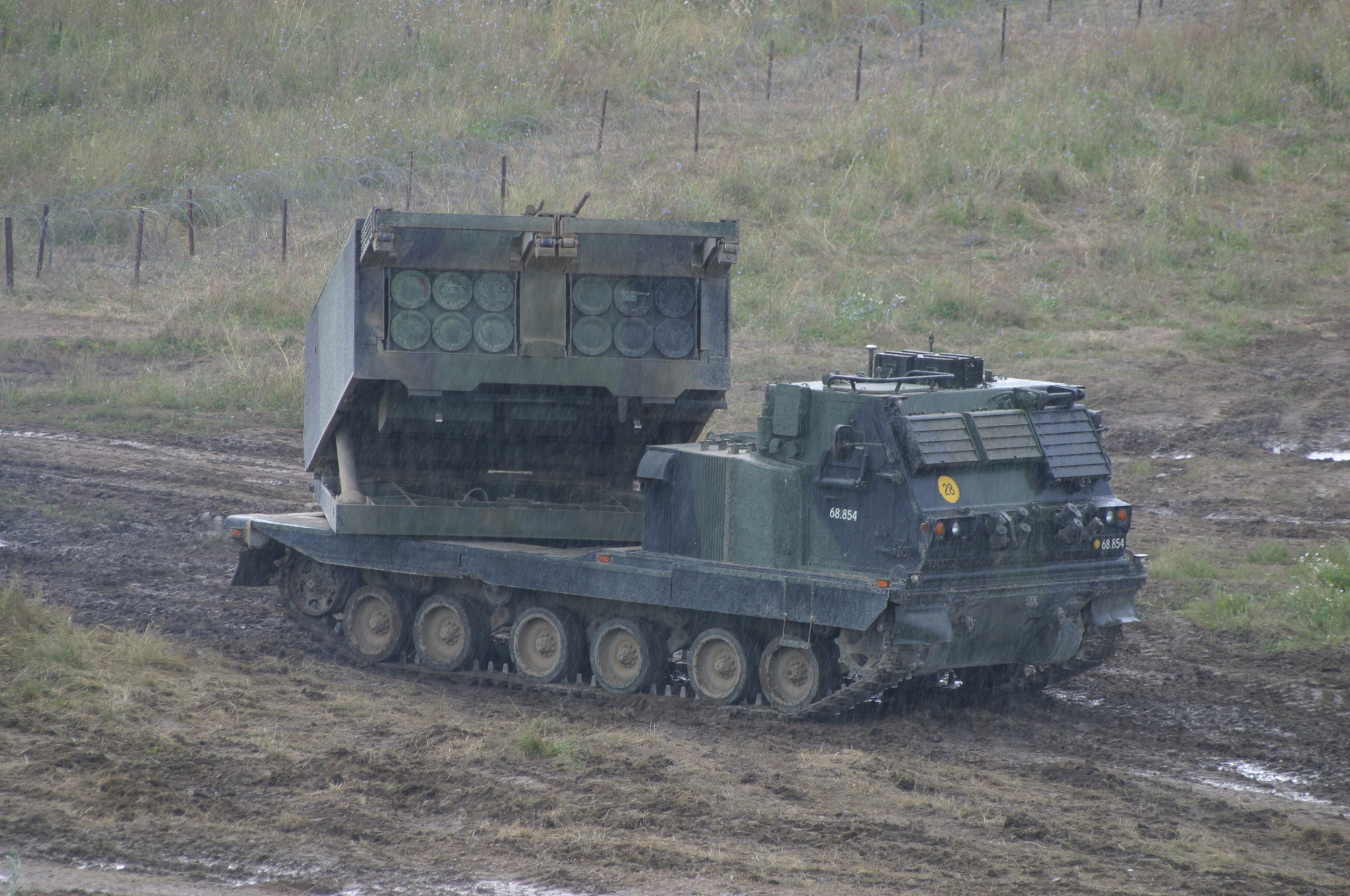
Multiple Launch Rocket System met raketten